# Cymphonique Miller
Cymphonique Miller (Los Angeles, 1 augustus 1996) is een Amerikaanse actrice en zangeres.
Ze heeft de hoofdrol in de Nickelodeon televisieserie How to Rock, waar ze het personage van Kacey Simon vertolkt.
Cymphonique Miller is een dochter van Percy Robert Miller, gekend als Master P, haar broer is de rapper Romeo.

## Filmografie
- Big Time Rush - (2011) - Kat - Episode: Big time girl
- The Troop - (2011) - Sharla Hammer- Aflevering "Gevangenen van Lakewood"
- Winx Club - (2011) -	Recurring Voice Role (Seizoen 3)
- How to Rock-	(2012) - Kacey Simon	-Lead Role
- Winx Club - (2012 - nu) - Princess Krystal - Recurring Voice Role (Seizoen6)
- The Dempsey Sisters - (2013) -Tina Dempsey- Lead Role
- Cattlehands - (2013-nu) - Rowza Sayrizi - Voice

## Singles
2012
- Nobody Like You (feat. Jacob Latimore)
- Only you can be you

2013
- Talk to Me
- Turn Up Time
- it's My Party
- Independent
- Murda She Wrote
- Unhuman
- My Everything

2014
- Baby Baby

- Library of Congress Control Number: no2011011102
- MusicBrainz: 548973dc-ea66-48ec-9e4d-71ba1ec4d6d9
- Virtual International Authority File: 161605434
- WorldCat: E39PBJmHGM9JrPhxkyTvhtHKVC